# Vittorio Seghezzi
Vittorio Seghezzi (Romano di Lombardia, 27 maggio 1924 – Castelletto Ticino, 25 ottobre 2019) è stato un ciclista su strada italiano.
Professionista tra il 1946 e il 1957, partecipò a due edizioni del Giro d'Italia e a un Tour de France.

## Carriera
Passato professionista nell'ottobre 1946, corse per alcune squadre di marca, tra cui la Lygie, l'Atala, la Ganna, la Bottecchia e la Welter. Non ottenne vittorie da prof, ma solo piazzamenti: fu secondo nella Tre Valli Varesine 1949, secondo nella terza tappa del Giro dei Paesi Bassi 1955, terzo al Giro del Veneto 1948, terzo nell'undicesima e ventunesima tappa del Tour de France 1948 (corsa in cui, in maglia azzurra, fu gregario del poi vincitore Gino Bartali) e nella dodicesima e quindicesima tappa del Giro d'Italia 1949.
Nel 1948 apparve nel film Totò al Giro d'Italia. Dopo essersi ritirato dalle corse, fu attivo come direttore sportivo della formazione dilettantistica milanese G.S. Faema, dirigendo un giovane Gianni Motta. Dopo quest'esperienza rilevò un maglificio a Nerviano, gestendolo fino al 1987.

## Piazzamenti

### Grandi Giri
- Giro d'Italia

1947: 35º
1949: 33º
- Tour de France

1948: 44º

### Classiche monumento
- Milano-Sanremo

1948: 12º
1951: 75º
1952: 6º
1953: 75º
1956: 84º
- Parigi-Roubaix

1952: 63º
- Giro di Lombardia

1945: 21º
1948: 19º
1949: 42º
1952: 20º
1954: 52º